# 汉江 (中国)
汉江，亦称汉水，又名襄河，古称沔水。汉水位处长江中游左岸，發源於中国陝西省秦岭南麓的沮水，干流自西向東流经陕南和鄂西北，于武汉汉口注入長江。长1577公里，流域面积15.9万平方公里。
汉族的族称追根溯源即来自汉水。秦惠文王置汉中郡，名字取自汉水。后刘邦受项羽封于巴、蜀、汉中，都于汉中郡南郑，因称汉王，统一天下后亦以“汉”为国号。汉朝前后400余年，经济、文化和疆域都有重大发展，原称华夏的中原居民称为汉人，汉人从此成为中国主体民族的通称。

## 名称
汉江、汉水之名的源头可以追溯到先秦时代。《書·禹貢》中就有“嶓冢（嶓冢山）導漾（漾水河），東流為漢”。《詩·小雅·四月》中有“滔滔江漢，南國之紀”，将汉水与长江并称为南方的两条大河。
沔水之称，亦可追溯至《書·禹貢》：“浮于潛，逾于沔”。《史记》记载：“於是自殽以東……大川祠二……水曰濟，曰淮。……自華以西……名川四……水曰河……沔……湫淵……江水。”《水经》中只称“沔水”，不称“汉”；北魏郦道元《水经注》中两种称呼都有使用，“互相通稱”。但也有把沔水看成是汉水的上游段的，如东晋梅赜所献尚书伪孔传称“漢上曰沔”、“東南流為沔水，至漢中東流為漢水”。
襄江、襄河，特指汉水襄阳段或襄阳以下。《明史》记载：“襄陽倚……漢水在城北，亦曰襄江。”《讀史方輿紀要》记载：“襄河者，漢水自襄陽來也。”

## 流域范围
汉江流域之北为黄河流域，以秦岭、外方山、伏牛山为分水岭；东北为淮河流域，以伏牛山、桐柏山为分水岭；西南隔大巴山、荆山与嘉陵江、沮漳河为邻；东南为江汉平原，与长江无明显的天然分水岭。
流域面积达15.9万平方公里，从西北至东南长约820公里，涉及陕西、湖北、甘肃、四川、重庆、河南等6省的21地、79县。流域内总人口达3955万人（2006年），其中湖北、陕西、河南分别占53.76%、21.14%和24.53%。

## 水系特征

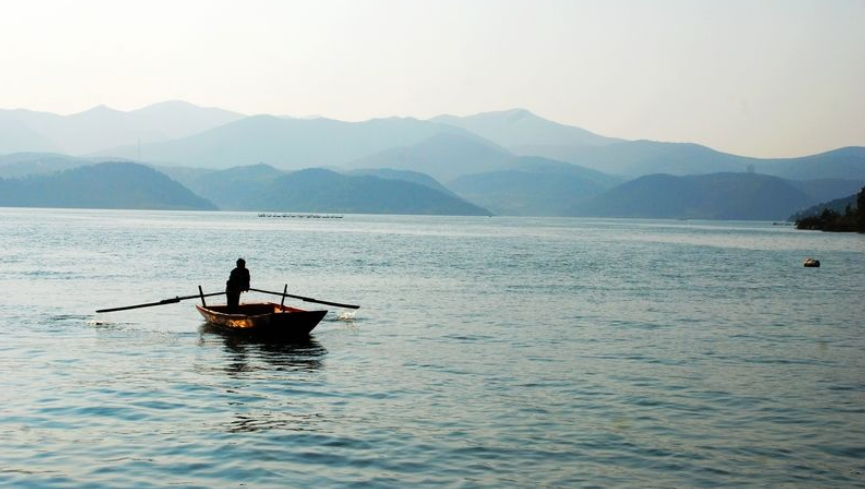
汉江支流丹江

干流全长1577公里，总落差1964米。上中游以丹江口为界，中下游以钟祥为界。上游长约925公里，流域面积约9.52万平方公里，盆地与峡谷相间，河深水急；中游长约270公里，流域面积约4.68万平方公里，流经丘陵河谷盆地，河床不稳定，时冲时淤；下游长约382公里，流域面积约1.7万平方公里，多曲流、洲滩，两岸筑有堤防。襄阳以下，河槽上宽下窄，河道逐渐收拢，再加上可能的长江洪水顶托，遇大水时水流疏通不畅，深受洪灾威胁。
流域水系呈叶脉状，支流大多较短小，左右岸分布不均衡。流域面积在0.5万-1.0万平方公里的支流有旬河、夹河、唐河（唐白河支流）、南河、汉北河；流域面积在1.0万平方公里以上的支流有堵河、丹江、唐白河。其中，唐白河流域面积居首，丹江长度第一，堵河水量最大。

## 水文要素

### 降水、蒸发
降水以降雨、降雪为主，鲜有冰雹、积雪。流域内年均降水量约873毫米，下游地区可达1100毫米以上，上中游地区约700-900毫米。时间分配不均匀，连续最大4个月降水（下游约为4-7月，上游约为7-10月）占年降水的55%-65%。
年均水面蒸发量约为700-1100毫米，空间上西少东多，时间上1或12月最少。

### 径流
流域内1956-1998年平均年径流量为566亿立方米。年际变化大，如皇庄水文站钟祥最枯年径流量（182亿立方米，1999年）约为最丰年径流量（1060亿立方米，1964年）的六分之一。年内变化大，主汛期（7-10月）径流量占年径流量的65%，约为枯水期（11月-次年6月）的2倍；最大月径流量约为最小月的10倍。

### 泥沙

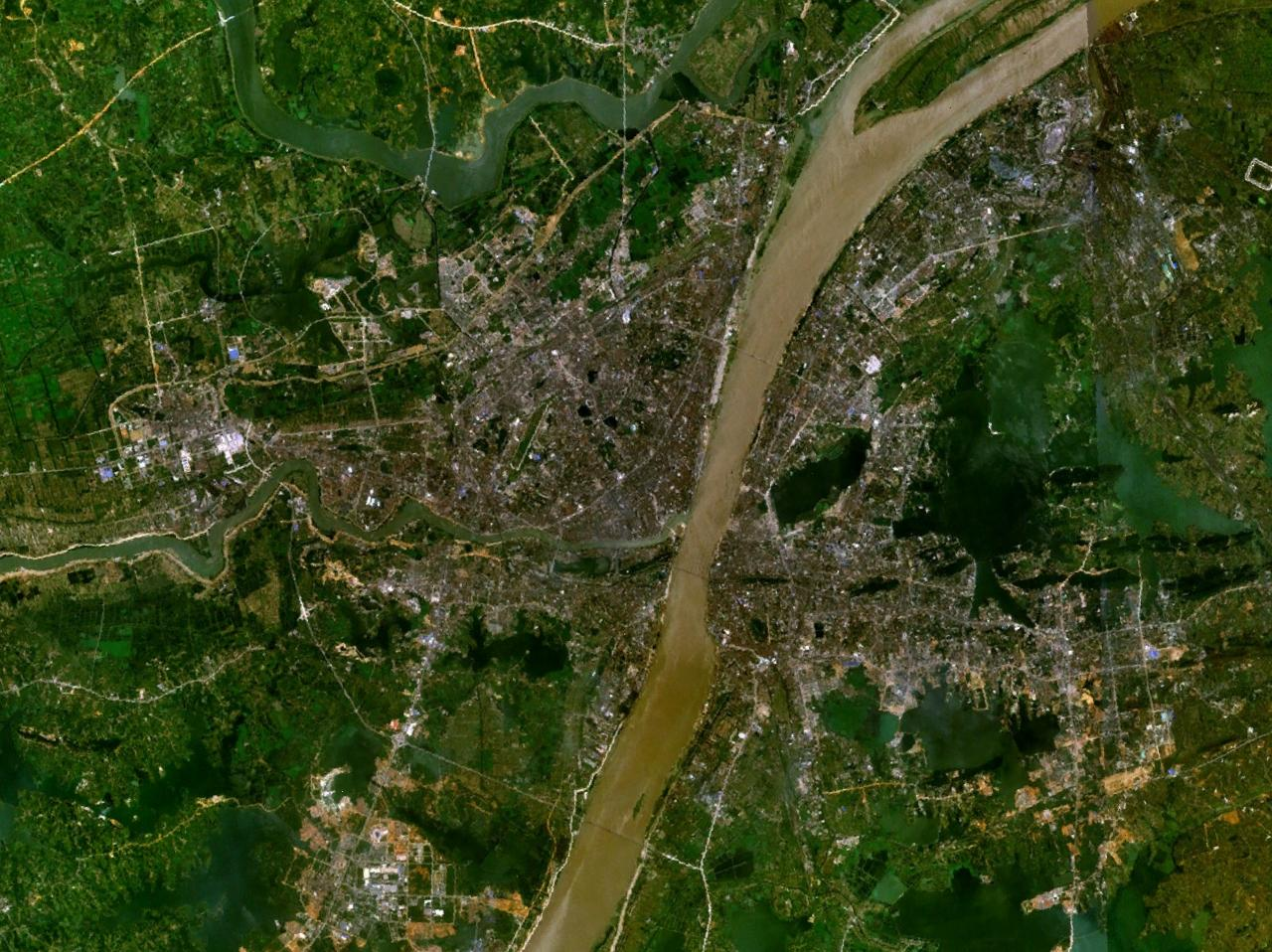
汉江（图左）与长江汇合口卫星图（2005年）。汉水与长江水清浊分明。

汉江本是长江中游的主要产沙区，为湖北省内输沙模数最大的地区，干流年均含沙量为0.5-2.0千克每立方米。7、8、9月的来沙量占全年的80%以上。丹江口水库建成后，泥沙淤积库内不出，中下游沙情大幅改善，黄家港水文站丹江口年均输沙量减至建库前的1.2%，皇庄年均输沙量减至建库前的16.5%。

### 水质
汉江干流水质总体较好：数据表明，水质达Ⅱ类以上河段占平均河长的78%；Ⅲ类河段占13.82%，多在中下游地区；Ⅳ类河段占7.78%，主要在上游的汉中、安康地区。支流中，丹江水质较好，所有测站全年水质均达到Ⅱ类，唐白河水质较差。

## 地形地势
汉江流域地势西高东低。西部为秦巴山地，海拔1000-3000米；中部为南襄盆地，海拔100-300米；东部为江汉平原，平均海拔20-40米。干流总落差1964米，河口处海拔18米。流域内山地占55%，主要是西部的中低山区；丘陵占21%，多分布于南襄盆地和江汉平原的边缘地带；平原占23%，主要为南襄盆地、江汉平原和汉江河谷；湖泊1%，基本分布于江汉平原。

## 自然灾害

### 水灾
汉江流域早在公元前就有关于洪水的记载。平均约一百年就可能发生一次特大洪水。1416年以来，特大洪水的记述更多，1583年至今发生7次特大洪水。1822年-1949年，汉江干流堤防发生溃决的有76年，平均2年不到溃决一次。
1583年（万历十一年）夏四月，汉江满溢，覆没金州城。兴安州（今安康）“汉水涨溢，高城丈余”，全城淹没一空，溺死者五千余人。估算安康站洪峰流量36000秒立方米，为900年最大历史洪水。下游黄家港站（位于丹江口水利枢纽坝址下游6公里，为丹江口水库出库控制）洪峰流量61000立方米/秒。
1647年、1693年、1706年、1770年、1832年、1852年、1867年、1921年、1935年，汉江均发生特大洪灾。1921年汉江洪水，安康“坐在城墙顶上可以洗脚”。1935年汉江洪水，中游襄阳站出过52400秒立米的洪峰，钟祥达到57000秒立米。
1949年安康大水，西关民房内洪水深1米。1954年，长江流域发生特大洪水，汉江洪水与长江洪水遭遇，潜江市汉江右岸堤坝溃决，造成45.3万人受灾。1965年、1974年，安康老城东、西关均被水淹。
1981年8月长江上游川江大洪水时，就是嘉陵江和汉江流域同时出现了强降雨。
1983年，汉江全流域大暴雨，7月31日洪峰最大流量31000秒立米（历史已知最大值是1583年的推算值36000）。安康市城区遭受灭顶之灾，直接损失达8亿元；下游局部地区受灾，受灾人口接近9万。
1990年，汉江上游发生百年一遇特大洪水，汉中平川段100万人受灾。

### 旱灾
汉江流域的旱灾多为轻旱。上游多夏旱，商洛、安康、汉中等地区平均受旱率在20%上下；中下游多伏旱，襄阳为重旱灾害多发区，极端干旱机遇最大的则数十堰。

### 水土流失
汉江全流域都存在不同程度的水土流失，水土流失面积约为6.26万平方公里，其中以汉江干流沿岸、丹江中上游和汉江源头区最为严重。

### 地震
汉江流域大部分处于弱震区，很少发生较强地震。只有汉中-安康一个中强地震带；788年（贞元四年）安康曾发生6.5级大地震。
丹江口水库1967年蓄水后，产生诱发地震，十几年内大小地震500余次。最大地震发生在1973年，震级4.7级。1980年后，库区地震数量减少，强度降低，趋于平稳。

## 水能开发
汉江流域水力资源全流域理论总蕴藏量1083.16万千瓦，其中技术可开发量装机容量约820万千瓦，经济可开发量装机容量约780万千瓦。水力资源集中于上游，占全流域的60%以上；干流占水力资源总量的47.1%，支流52.9%；中小型电站占62.4%，大型电站占37.6%。
汉江全流域已经或在建水电站168座，总装机容量367.49万千瓦，年发电量126.86亿千瓦时。干流现已建造石泉、喜河、安康、丹江口、王甫洲、蜀河、崔家营、兴隆等8座水电站。

## 交通

### 过江通道
| 桥梁名称                          | 长度                     | 建筑类型 | 功能类型 | 首次建成通车时间 | 图片 |
| --------------------------------- | ------------------------ | -------- | -------- | ---------------- | ---- |
| 勉县土关铺大桥 阳安铁路汉江一号桥 |                          |          | 铁路桥   |                  |      |
| 勉县水磨湾汉江大桥 G108国道桥     |                          |          | 公路桥   |                  |      |
| 勉县汉江大桥 阳安铁路桥           | 545.97（1,791.2英尺）    |          | 铁路桥   |                  |      |
| 勉县武侯汉江大桥                  |                          |          |          |                  |      |
| 勉县九冶汉江大桥 西关大桥         |                          |          | 公路桥   |                  |      |
| 勉县马营红汉江大桥                |                          |          | 公路桥   |                  |      |
| 勉县柳丰汉江大桥 G108国道桥       |                          |          | 公路桥   |                  |      |
| 勉县海红汉江大桥                  |                          |          | 公路桥   |                  |      |
| 勉县黄沙汉江大桥                  | 4,332（14,213英尺）      |          | 公路桥   |                  |      |
| G85银昆、宝成、宝汉高速桥         | 2,767.4（9,079英尺）     |          | 公路桥   |                  |      |
| 孤山大桥                          | 1,350.8（4,432英尺）     |          | 公路桥   |                  |      |
| 西成客专桥                        | 4,908.24（16,103.1英尺） |          | 铁路桥   |                  |      |
| 汉中市龙岗大桥 四号桥             | 713（2,339英尺）         |          | 公路桥   |                  |      |
| 天汉大桥 二号桥                   | 427（1,401英尺）         |          | 公路桥   | 2011-4-29        |      |
| 汉江城市桥闸 三号桥               | 1,020（3,350英尺）       |          | 公路桥   | 2007-9-30        |      |
| 汉中东连接线汉江大桥              |                          |          | 公路桥   |                  |      |
| 十天高速汉江大桥                  | 1,357（4,452英尺）       |          | 公路桥   |                  |      |
| 上元观汉江大桥                    |                          |          | 公路桥   |                  |      |
| 城固县汉江大桥                    | 824.13（2,703.8英尺）    |          | 公路桥   | 1966-10          |      |
| 阳安铁路三号桥                    |                          |          | 铁路桥   |                  |      |
| 洋县汉江新桥                      |                          |          | 公路桥   |                  |      |
| 洋县汉江大桥                      | 504（1,654英尺）         |          | 公路桥   | 1982-5-30        |      |
| G5京昆、西汉高速桥                |                          |          | 公路桥   |                  |      |
| 洋县黄金峡大桥                    |                          |          |          |                  |      |
| 西乡县段家营汉江大桥              | 420（1,380英尺）         |          | 公路桥   | 2011-12-30       |      |
| 子午镇三花石汉江钢梁桥            |                          |          | 铁路桥   |                  |      |
| 茶镇汉江大桥                      |                          |          | 铁路桥   |                  |      |

### 航运情况

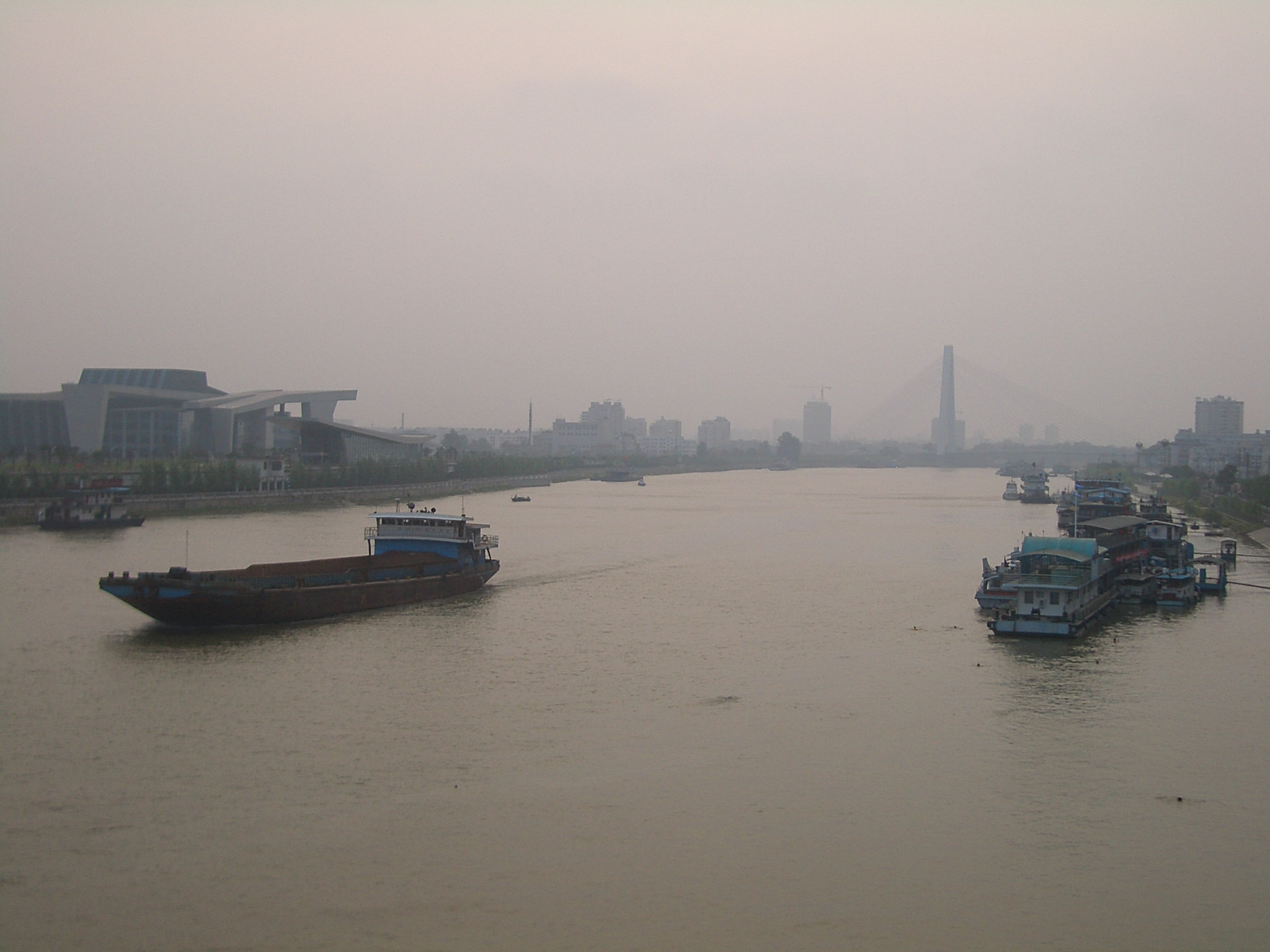
汉江上的駁船航運。

汉江干流从汉中洋县开始可以通航，通航里程1342公里。
各河段航道等级：洋县—黄瓜架，等级以下；黄瓜架—安康水库，Ⅳ级；安康水库-白河，Ⅵ级；白河—神定河郧阳区，Ⅶ级；神定河—丹江口，Ⅴ级；丹江口—皇庄，Ⅳ级；干流下游段，全年Ⅴ级，中洪水期Ⅳ级；河口段（蔡甸—河口）全年Ⅳ级，中洪水期Ⅲ级。
湖北境内汉江九级航运枢纽建设 
| 航运枢纽           | 建成年份                                            | 航行能力                                                                      | 建筑物 | 位置                                       | 注释 |
| ------------------ | --------------------------------------------------- | ----------------------------------------------------------------------------- | --- | ------------------------------------------ | --- |
| 白河(夹河)水利枢纽 | 2015年11月10日开工                                  | 单级一线船闸2X500t级                                                          | 最大坝高40.4m 校核洪水位203.87m 总库容2.51亿m³ 设计洪水位199.18m 正常蓄水位193.73m 正常库容1.30亿m³ 死水位191.73m 死库容1.08亿m³ 调节库容0.22亿m³ 装机180MW，年发电量6.0亿kWh                                                         | 郧西县与白河县交界处，白河县城上游11.0km处 | 上距蜀河水电站40.0km 回水长度39.77km。投资29亿元 |
| 孤山水利枢纽       | 2016年底开工 2021年底完工                           | 四级通航标准船闸2021年底通航                                                  | 坝顶高程188m，坝顶长度640.45m，最大坝高49.2m。电站水库正常蓄水位177.23m，相应库容1.09亿m³ 总装机18万千瓦，年发电5.90亿千瓦时 | 郧西县及郧县境内                           | 上距白河(夹河)水利枢纽35.5km河段航道由VII级提高到IV级，满足500吨级船队通行，下距丹江口水利枢纽坝址179.5km。投资34.86亿元                                                              |
| 丹江口水电站       | 年                                                  | 一级垂直升船机、中间渠道、一级斜面升船机，150t级改造为300t级，最大提升高度62m | 坝顶高程176.6m，正常蓄水位170.0m，校核洪水位174.35m， | 汉江与丹江汇合处下游800m                   | 下游千吨级航道 |
| 王甫洲水利枢纽     | 1995年2月开工，2003年11月通过竣工初步验收           | 船闸近期通过300t级船队，远景500t级船队                                        | 最大坝高33.9m。挡水前沿总长约19km。正常蓄水位86.23m，相应库容1.495亿m³，设计洪水位88.11米，校核洪水位89.3m，总库容3.095亿m³。死水位85.48米，死库容1.207亿立方米。调节库容0.28亿立方米。无调节洪水能力。总装机109MW，年发电量5.81亿kWh | 老河口市市区下游约3km处                    | 上距丹江口水利枢纽30km，为丹江口水电站的反调节水库 |
| 新集水利水电枢纽   | 2017年12月开工                                      | 千吨级船闸                                                                    | 最大坝高23.28m，水库正常蓄水位76.23m，相应库容3.012亿m³，具有日调节能力；电站总装机容量120MW，年发电量5.09亿kW·h | 襄城区白马洞                               | 上距王甫洲水电站约47.5公里 总投资约43.79亿元 |
| 崔家营航电枢纽     | 2005年11月，2009年3月船闸建成通航，2010年总体建成   | 千吨级船闸                                                                    | 坝顶高程66.0m。最大坝高13m。总装机容量为9万千瓦 年可发电3.7亿度 | 示例                                       | 上距新集水利水电枢纽约63.5公里 渠化汉江航道33公里和支流唐白河航道17.5公里。总投资20.61亿元                                                                                            |
| 雅口航运枢纽       | 2016年12月开工，2020年1月12日船闸通航，2020年底建成 | 三级航道船闸，一次过闸4艘（双排双列）千吨级船舶或1.4驳千吨级船队，35分钟      | 坝长2.28km，最大坝高14m，正常蓄水位55.72米，正常库容库容5.41亿m³，总库容6.99亿m³，总装机容量为75.62兆瓦，年平均发电量3.72亿千瓦时 | 宜城市区下游15.7km流水镇雅口村             | 淹没库区上游龙门滩、水佛庙、巴家洲、牛路口、确家套和郭海营共6个滩群，抬高汉江航道水位2.5米以上。至上游崔家营枢纽52.67km河段通航标准由Ⅳ级提高到Ⅲ级千吨级通航标准。工程总投资33.5亿元。 |
| 碾盘山水利枢纽     | 2016年12月26日开工，在建，2022年建成                | 三级航道船闸                                                                  | 坝长1209米，最大坝高29.22米 正常蓄水位50.72m，死水位50.32m，总库容8.77亿m³，死库容7.94亿m³。装机容量180MW，年平均发电量6.16亿千瓦时。                                                                                                 | 钟祥市                                     | 至上游雅口航运枢纽63.95公里汉江水位抬高11米 项目总投资66.36亿元。 |
| 兴隆水利枢纽       | 2009年2月开工 2013年建成                            | 三级航道千吨级船闸，2013年4月通航                                             | 设计、校核洪水位41.75米，正常蓄水位36.2米，水库总库容4.85亿立方米，最大下泄流量19400立方米/秒 装机容量为40兆瓦 年发电量达2.25亿度 | 潜江高石碑镇与天门市多宝镇鲍嘴交界处       | 上距碾盘山水利枢纽117km 下距河口273.7km 工程投资30.5亿元 |

## 各段分述

### 源头
汉江有北源沮水、中源漾水河、南源玉带河三个源头，均位于陕西省汉中市内。
中源漾水河发源于宁强县东北部，流程较短。南源玉带河发源于宁强县南部，长101公里。北源沮水发源于留坝县与宝鸡市凤县交界的紫柏山南麓的黄花坪沟，向西南流，穿过勉县后，在略阳县内的黑河坝乡与白河汇合，然后又向东南流回勉县境内；以白河口为界，上游称黑河，长112公里，下游称沮水，长18公里。
在勉县，漾水河与玉带河先在新铺镇炭厂寺汇合，随后沮水在土关铺乡沮水村汇入，三源汇合后始称汉江，已颇具大河规模，自西向东流至武侯镇后进入汉中盆地。

#### 正源
中源漾水河长度、流域面积、流量均较小，却在传统上被视为正源。《書·禹貢》：“嶓冢導漾，東流為漢。”学者认为，在《尚書》記載的年代之后，公元前186年（西汉呂后二年）武都地区的大地震，最终导致原为古汉水上游的西汉水被袭夺，變成嘉陵江上游，從此古汉水一分為二。这也可以解释现在的漾水河为何会拥有跟河流大小不相符的宽广河谷和普遍沉积现象。
今汉江的正源，《中国河湖大典》根据“河源唯远”原则，定为北源沮水。也有学者根据河谷的一贯性，排除出自逼仄峡谷的南北两源，定正源为河谷宽广的中源漾水河。也有工具书定正源为南源玉带河，如《中国大百科全书》认为汉江源自米仓山西麓。

### 上游

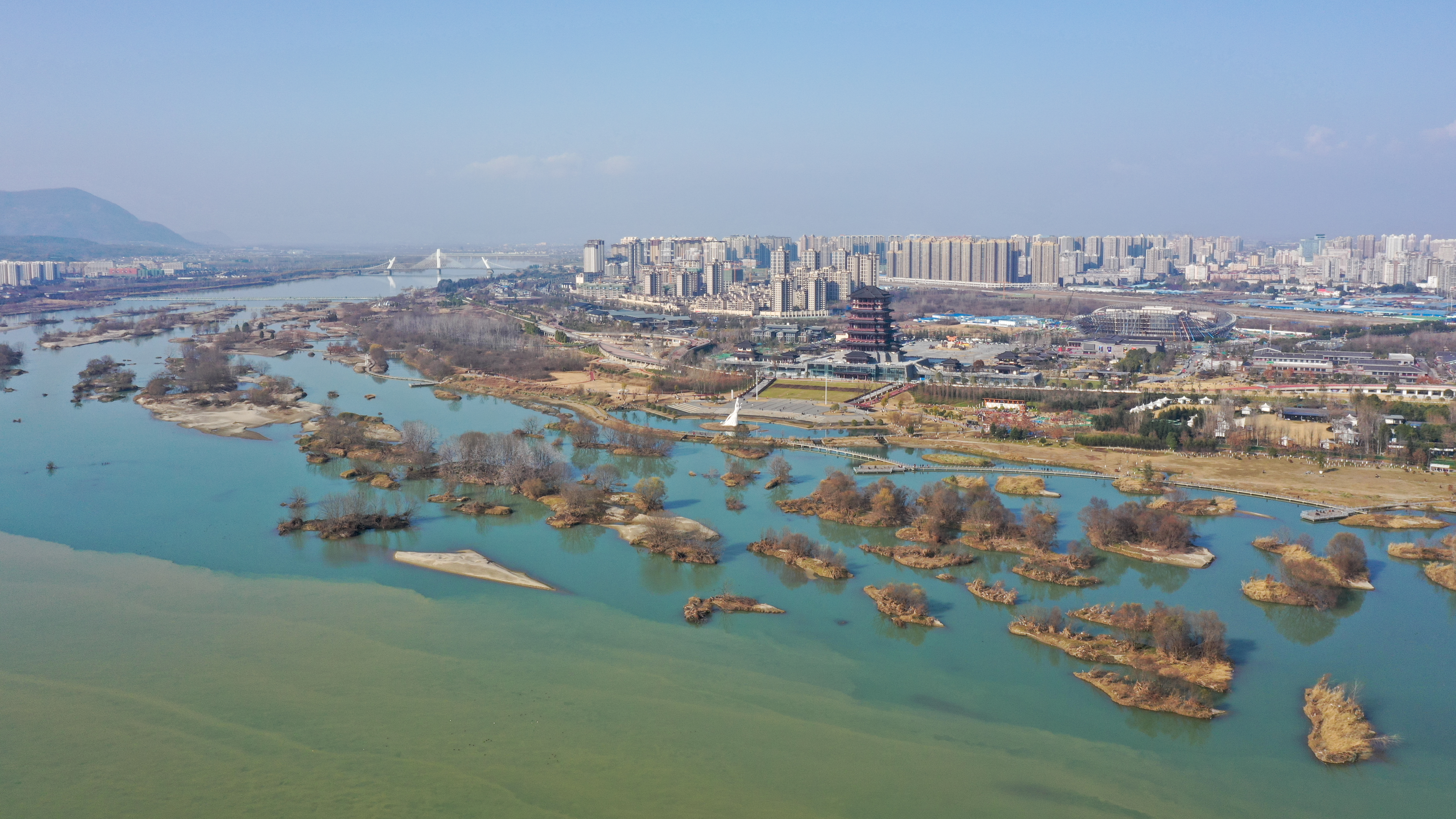
汉江流经汉中段，汉中城西天际线

汉江流出河源区后，从勉县武侯镇开始，穿越南郑县、汉中市区、城固县，至洋县龙亭镇大龙河口才又进入峡谷。该段河长约105公里，宽300-400米（洪水期1000-2000米），流域面积万余平方公里，中间即为汉中盆地。该河段内，穿过盆地进入汉江的支流，北有褒河、湑水河、灙水河，南有漾家河、濂水河、冷水河、南沙河等。
汉江流出汉中盆地，即进入一段长约600公里的峡谷河段，河床狭窄，河谷陡峻，水流湍急，一泻千里，水力资源丰富，丹江口水电站、安康水电站等均坐落于这片峡谷中。
- 从大龙河口到黄金峡镇渭门村的一段，长50余公里，是汉江上游最为险峻的峡谷段，上段称小峡，北纳酉水河，下段即著名的黄金峡，又称大峡，先向北、再向东、再向东南、再向南兜一个大圈，收纳金水河、子午河。
- 从渭门村出，汉江往东南方向流去，纳牧马河，然后流入石泉水库。石泉县至白河县为峡谷盆地交错段，包括石泉盆地、紫阳峡谷、安康盆地、旬阳峡谷、白河峡谷等，安康城上游建有安康水库。该段左岸有池河、月河、旬河、夹河等汇入，右岸有黄洋河、岚河、坝河等汇入。从陕西省旬阳县兰滩乡/湖北省郧西县兰滩开始，汉江成为两省的界河。
- 出白河县后，汉江干流全部进入湖北省境内，至郧阳区柳陂镇堵河口，纳右岸的堵河，然后流至丹江口市，纳左岸的丹江，从白河县至丹江口市河段长223公里。丹江口建有丹江口水库，南水北调中线工程即从丹江口水库引汉江水向北。[1]

### 中游

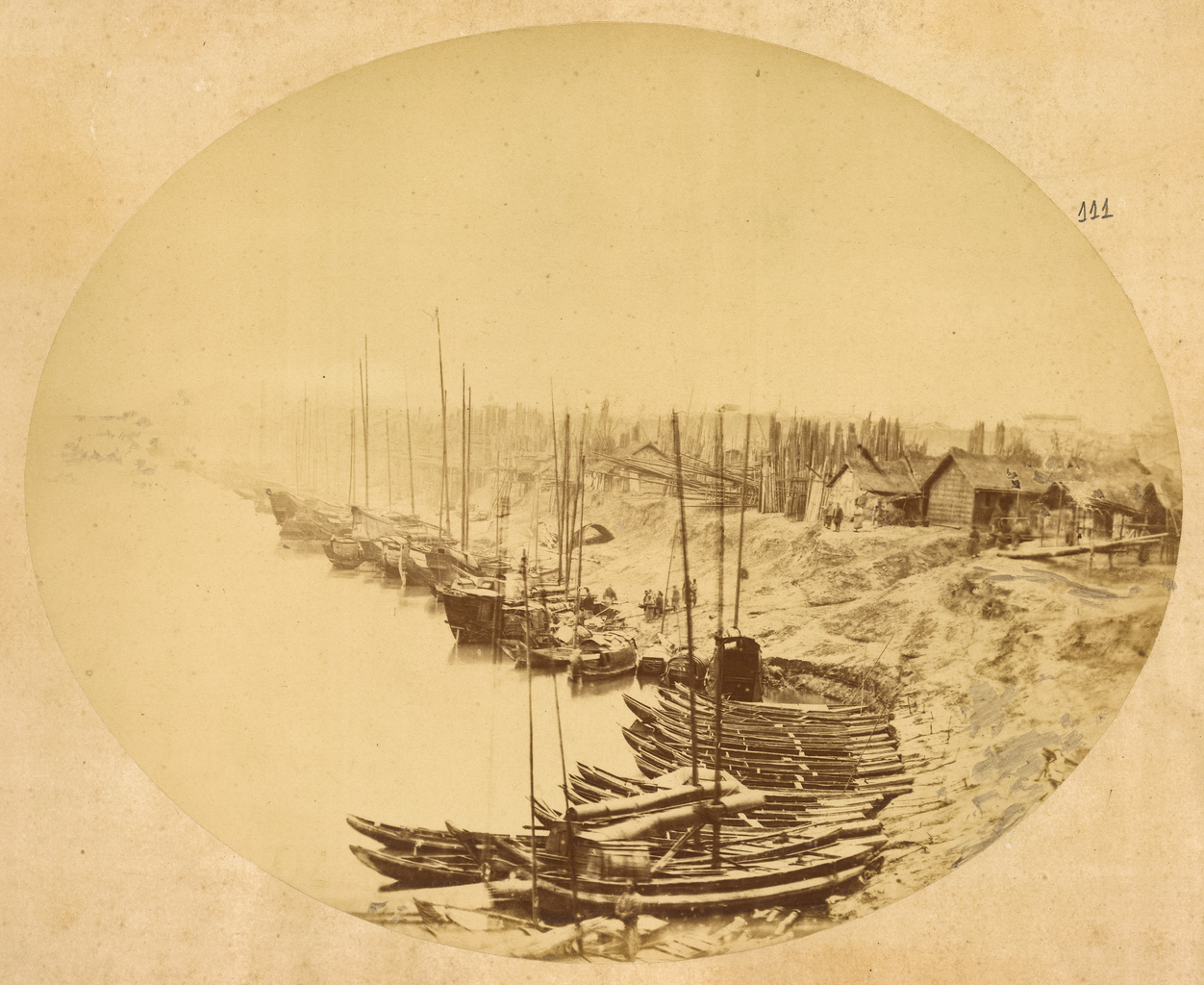
樊城汉江河岸（1874）

汉江自丹江口开始，流向由西-东变为西北-东南，穿行于低山丘陵间，然后流入老河口市，市区下游建有王甫洲水库，作为丹江口水库的反调节水库。出老河口市区后，划过一个弧形，流入谷城县境内，谷城下游有南河从右岸注入。然后继续东南流，流至襄阳市，唐白河在左岸入汇。丹江口-襄阳段为丘陵平原，河道弯曲，河床开阔，江面低水位宽300-400米，洪水期宽2000-3000米，心滩、洲滩发育。
出襄阳后，江面逐渐加宽，流经宜城，蛮河自右岸注入。继续东南流，进入钟祥市境内。襄阳-钟祥段位于汉江地堑，河道弯曲，水流散乱，江面低水位宽300-400米，洪水期宽2000-3000米、甚至8000-10000米；心滩、洲滩众多，枯水时河汊密布，洪水时汪洋一片。

### 下游

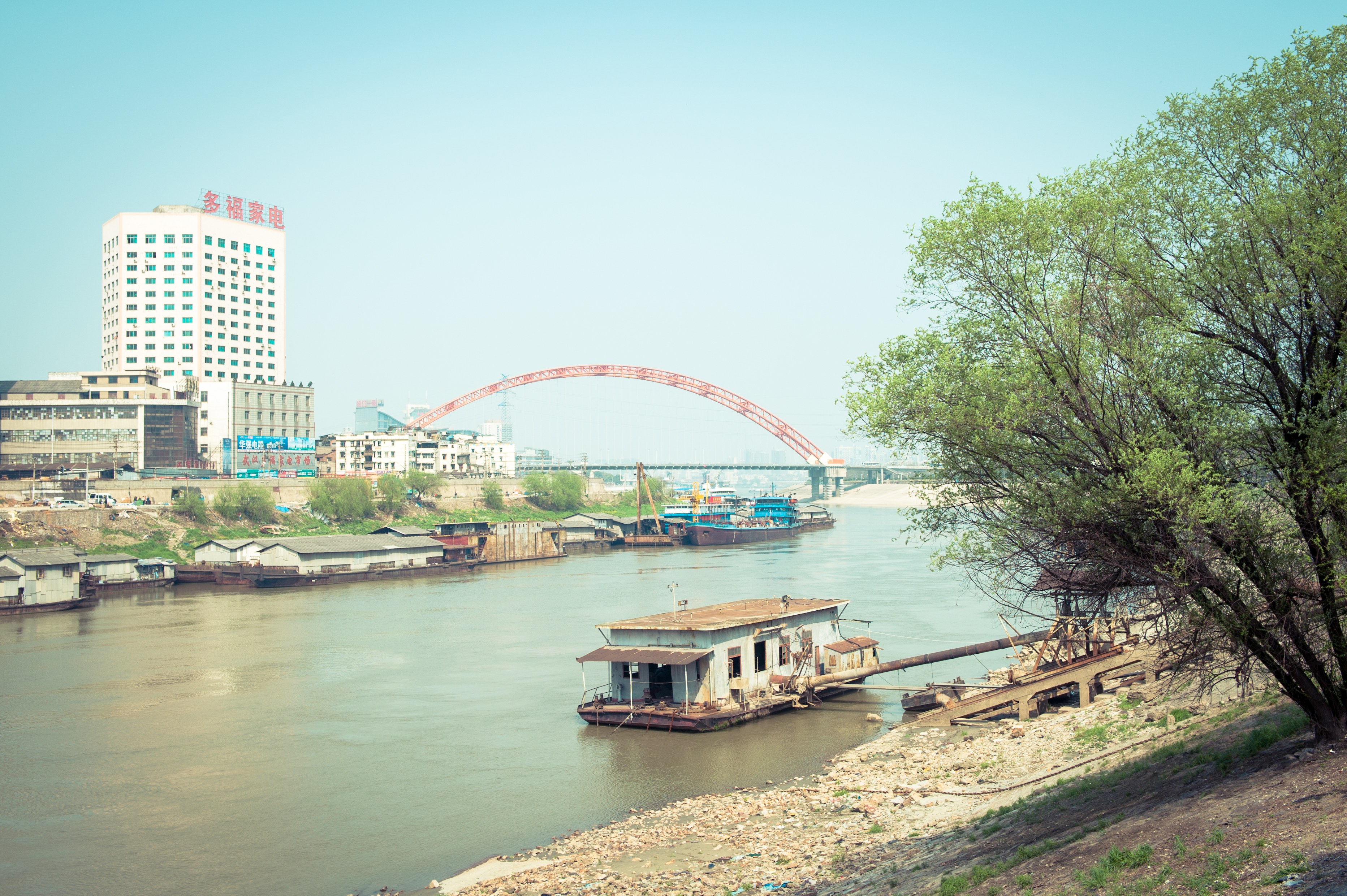
汉江河口的晴川桥

钟祥以下，汉江进入江汉平原。下游两岸均修筑堤防，汉江在其约束下，从钟祥南流至沙洋县，然后转向东流。至潜江市泽口，右岸有汉江最大分流东荆河。然后经过天门市、仙桃市，流至汉川市，左岸纳汈汊湖、汉北河。最后进入武汉市，于汉口龙王庙汇入长江。
据1995年统计，汉江干流下游堤防总长约727公里，左岸堤防自钟祥至汉口，长约369公里；右岸堤防自沙洋至汉阳，长约358公里。下游左岸的遥堤，上起钟祥市罗汉寺，下至天门市多宝湾，是汉江最重要的堤防。1935年，汉江特大洪灾，中游左岸堤防溃决达4公里，淹没汉北平原33.33万公顷农田，死亡8万余人，重修时放弃原堤段，留下200余平方公里的自然滞洪区，修建罗汉寺至旧口的遥堤18.2公里，后将旧口至多宝湾的堤段并入，合计56.26公里。
下游堤防从明代开始修筑，历经演变，河道越往下越收拢，遥堤末端约宽3500米，至汉川市仅300-400米，汉口附近只剩100米左右，遇上洪水，排泄不畅，容易酿成洪灾。汉川河段的河道安全泄量只有9000m³/s，长江水位较高时则只有5000m³/s，而1935年特大洪灾中游洪峰流量超过50000m³/s。因此，为预防洪灾，1956年于仙桃市附近汉江右岸修建了杜家台分洪工程。

## 延伸阅读
[在维基数据编辑]
 《欽定古今圖書集成·方輿彙編·山川典·漢水部》，出自陈梦雷《古今圖書集成》
 《欽定古今圖書集成·方輿彙編·山川典·沔水部》，出自陈梦雷《古今圖書集成》